# Hockeybilder (film)
Hockeybilder  är en svensk kortfilm från 1987 regisserad av Fredrik Becklén. Filmen utspelar sig i Stockholm och handlar om en pojke som samlar på hockeykort. Han har alla bilder i samlingen...utom en. Vi får följa hans jakt efter bilden som fattas.